# Scrobipalpa
Scrobipalpa é um gênero de traça pertencente à família Agonoxenidae.